# Алессандро Веццозі
Алессандро Веццозі (італ. Alessandro Vezzosi) — італійський мистецтвознавець, леонардознавець, митець, експерт з міждисциплінарних досліджень і творчої музеології. Автор сотень виставок, публікацій і конференцій в Італії та за кордоном (від Сполучених Штатів до Японії) про Леонардо да Вінчі та Відродження, сучасне мистецтво та дизайн. Серед іншого, він був першим науковцем із Центру досліджень Леонардо імені Арманда Хаммера (англ. Armand Hammer Centre for Leonardo Studies) від Каліфорнійського університету в Лос-Анджелесі (1981), яким керував Карло Педретті; він викладав в Університеті Проджетто в Реджо-Емілії; і він є почесним професором Академії образотворчих мистецтв Флоренції. Він починав як художник з 1964 по 1971 рік, вигравши понад 80 призів на конкурсах живопису. У сімдесятих роках він був засновником «Archivio Leonardisimi» та Strumenti-Memoria del Territorio; він координував «ArteCronaca», був історико-мистецьким консультантом муніципалітету Вінчі та брав участь у публікаціях про Тоскану та Леонардо, сучасне та сучасне мистецтво. У 1980 році разом із Мауріціо Наннуччі (італ. Maurizio Nannucci) був куратором Центру документації візуального мистецтва (італ. Centro di Documentazione Arti Visive) муніципалітету Флоренції.
Засновник і директор Ідеального музею Леонардо да Вінчі із «Садом Леонардо та Утопії» у Вінчі поблизу Флоренції.
У 2005 році в Ідеальний музей представив мармуровий автопортрет Мікеланджело Буонарроті, відкриття професора Джеймса Бека. 2011 року Алессандро Веццозі разом із Клаудіо Стрінаті представив у Капрезе-Мікеланджело мармуровий автопортрет Мікеланджело Буонарроті, який був опублікований у «Michelangelo Assoluto» видавництвом Scripta Maneant.
Його роботи перекладено 18 мовами.

## Опубліковані праці
Опубліковані роботи Алессандро Веццозі з 1980 року включають:
- Alessandro Vezzosi (1981). Leonardo's return to Vinci-Leonardo, Poussin, Rubens. Introduction by Carlo Pedretti. Exhibition displayed at American Museums, from Berkeley (University Art Museum) to Princeton. New York: Johnson Reprint Corporation.
- Alessandro Vezzosi (ed.), (1986). Il giardino d'Europa: Pratolino come modello nella cultura europea. Milano: Mazzotta.
- Alessandro Vezzosi, (1987). Leonardo: art utopia and science = Leonardo: arte utopia e scienza. Firenze: Giunti Barbèra.
- Alessandro Vezzosi, (1988). Leonardo: scomparso e ritrovato. Florence: Giunti.
- Alessandro Vezzosi, (1993). Il tesoro dell'architettura. Cleto Munari (1980—1990) = The treasure of architecture. Cleto Munari (1980—1990). Florence: Edifir.
- Alessandro Vezzosi, (1995). cd-rom Leonardo. La Pittura. Florence: SCALA-EMME (translated in French, German, English).
- Alessandro Vezzosi, (1996). Leonardo da Vinci: arte e scienza dell'universo, collection «Universale Electa/Gallimard» (n° 73). Trieste: Electa/Gallimard. ISBN 9788844500832.
- Alessandro Vezzosi, (1996 and reprints). Léonard de Vinci: Art et science de l'univers, collection «Découvertes Gallimard» (n° 293). Paris: Gallimard. ISBN 9782070348800.
- Alessandro Vezzosi, (1997 and reprints). Leonardo da Vinci: Renaissance man, New Horizons series. London: Thames & Hudson. ISBN 050030081X.
- Alessandro Vezzosi, (1997). Leonardo da Vinci: The Mind of the Renaissance, Abrams Discoveries series. New York: Harry N. Abrams. ISBN 9780810928091.
- Alessandro Vezzosi (ed.) (2006). Leonardo, mito e verità: riscoperte, attualità e nodi della conoscenza. Vinci: Museo Ideale Leonardo da Vinci.
- Alessandro Vezzosi, (2008). Leonardo Infinito. Reggio Emilia: Scripta Maneant.
- Alessandro Vezzosi, (2009) Joconde. Da Monnalisa alla Gioconda nuda. Museo Ideale Leonardo Da Vinci. Edizione ADARTE.
- Alessandro Vezzosi, (2010) La Gioconda è Nuda. Riscoperte e nuove icone a cura di Agnese Sabato. Ed. JFK Edizioni. ISBN 978-88-89965-80-1
- Claudio Strinati, Alessandro Vezzosi, (2010). Raffaello Universale. Reggio Emilia: Scripta Maneant.
- Alessandro Vezzosi (ed.) (2011). Leonardo e l'idea della bellezza = Leonardo and the idea of beauty. Tokyo: Mainichi Shinbunsha.
- Alessandro Vezzosi, (2011). Mona Lisa Unveiled. RSM: JFK Edizioni. ISBN 978-88-89477-41-0
- Alessandro Vezzosi, (2012) La forza di un'idea visiva. Archivio Leonardismi. Vinci.
- Alessandro Vezzosi (ed.), (2012). Michelangelo Assoluto. Reggio Emilia: Scripta Maneant.
- Alessandro Vezzosi, (2013) Vinci e Leonardo n.6 novembre-dicembre. Ed. Strumenti — Memoria del Territorio. Vinci.
- Alessandro Vezzosi e Agnese Sabato (a cura di) (2013) La Gioconda è Nuda. Ed. Strumenti Memoria del Territorio. ISBN 978-88-902625-4-8
- Alessandro Vezzosi (ed.), (2013). Leonardo-Mona Lisa-The myth, Taipei: Mediasphere.

## Виноски
1. 1 2  Archivio di Autorità del Museo Galileo
2. 1 2 3 4 5  Чеська національна авторитетна база даних
3. ↑  Bibliothèque nationale de France BNF: платформа відкритих даних — 2011.
4. ↑  CONOR.Sl
5. 1 2  Vezzosi Alessandro. Процитовано 14 листопада 2021.
6. ↑  Accademici d'Onore [Архівовано 19 giugno 2013 у Wayback Machine.]. Accademia delle Arti del Disegno, Firenze. Accesso giugno 2013.
7. ↑  È lui, Michelangelo Gli esperti diranno se è un autoritratto. Архів оригіналу за 16 липня 2020. Процитовано 8 вересня 2022. [Архівовано 2020-07-16 у Wayback Machine.]
8. ↑  "L'autoritratto di Michelangelo" Una scultura data all'artista [Архівовано 2016-08-09 у Wayback Machine.]